# Joe Simon
Joseph Henry "Joe" Simon (nascut Hymie Simon ; 11 d'octubre de 1913 - 14 de desembre de 2011) va ser un escriptor, artista, director i editor de comic books. Simon va crear o co-crear diversos personatges importants com el Capità Amèrica als principi dels anys quaranta, a l'anomenada Edat Daurada dels còmics, i va ser el primer director de Timely Comics, la companyia que evolucionaria cap a Marvel Comics.
Amb el seu soci, l'artista Jack Kirby, va co-crear Capità America, un dels superherois més duradors dels còmics, i l'equip va treballar àmpliament en aquest tipus de funcions a DC Comics com els Sandman i Sandy the Golden Boy de la dècada de 1940 i va co-crear la Newsboy Legion, els Boy Commandos i Manhunter. Les creacions de Simon i Kirby per a altres editors de còmics inclouen Boys' Ranch, Fighting American i Fly. A finals dels anys quaranta, el duo va crear el camp dels còmics romàntics i van ser els primers pioners dels còmics d' horror. Simon, que va treballar a la publicitat i l'art comercial, també va fundar la revista satírica Sick el 1960, continuant en ella durant una dècada. Va tornar breument a DC Comics en els anys setanta.
Simon va entrar al Saló de la Fama del Premi Will Eisner el 1999.

## Primers anys de vida
Joe Simon va néixer el 1913 com Hymie Simon i va créixer a Rochester, Nova York, fill d'Harry Simon, que havia emigrat de Leeds, Anglaterra, el 1905, i Rose (Kurland), qui Harry va conèixer als Estats Units. Harry Simon es va traslladar a Rochester, llavors un centre de fabricació de roba, on vivia el seu germà menor Isaac, i la parella va tenir una filla, Beatrice, el 1912. Una família jueva pobra, els Simons vivien en "un pis del primer pis que es va convertir en la sastreria del meu pare". Simon va assistir a Benjamin Franklin High School, on va ser director d'art pel diari escolar i l'anuari - guanyany els seus primers honoraris professionals com a artista quan dues universitats cada una li va pagar 10 $ pel dret de publicació el seu art déco, per tremp pàgines de presentació per a les seccions de anuari.

## Carrera

### Inicis
Després de graduar-se el 1932, Simon va ser contractat pel director d'art de Rochester Journal-American, Adolph Edler, com a ajudant, en substitució del futur col·lega de còmics de Simon, Al Liederman, que havia renunciat. Entre tasques de producció, va fer ocasionals esports i tires de còmic de caràcter polític pel diari. Dos anys més tard, Simon va prendre un treball artístic al Syracuse Herald de Syracuse, Nova York, per 45 dòlars a la setmana, que també va proporcionar tires polítiques i d'esports. Poc després, per 60 dòlars a la setmana, va succeir a Liederman com a director d'art d'un diari, el nom del qual Simon va recordar en l'autobiografia de 1990 com a Syracuse Journal American, encara que el Syracuse Journal i el Syracuse Sunday American eren els diari dels dies de cada dia i el del diumenge respectivament. El diari va tancar aviat i Simon, als 23 anys, es va aventurar a la ciutat de Nova York.
Allà, Simon va prendre una habitació a la pensió Haddon Hall, al barri de Morningside Heights de Manhattan, a prop de la Universitat de Colúmbia. Per suggeriment del director artístic del New York Journal American, va buscar i va trobar treballs freelance a Paramount Pictures, treballant sobre el Paramount Theater a Broadway, retocant les fotografies publicitàries de l'estudi de cinema. També va trobar treballs independents a Macfadden Publications, fent il·lustracions per a True Story i altres revistes. Passat un temps, el seu cap, el director artístic Harlan Crandall, va recomanar a Simon a Lloyd Jacquet, cap de Funnies, Inc., un dels "empaquetadors" de comic books de l'època, que va proporcionar continguts a la venda de còmics als editors que van provar el nou mitjà. Aquell dia, Simon va rebre el seu primer treball de còmics, un Western de set pàgines.
Quatre dies més tard, Jacquet va preguntar a Simon, a instàncies de l'editor de Timely Comics (actualment Marvel Comics), Martin Goodman, per crear un flamant superheroi com el personatge reeixit de Timely, la Human Torch original. D'aquí va sorgir el primer heroi de còmic de Simon, Fiery Mask. Simon va utilitzar el pseudònim Gregory Sykes en almenys una història durant aquest temps, "King of the Jungle", protagonitzada per Trojak The Tiger Man, a Timely's Daring Mystery Comics #2 (febrer de 1940).

### Simon i Kirby
En aquest temps, Simon va conèixer a l'artista de còmics del Fox Feature Syndicate Jack Kirby, amb el qual aviat tindria una col·laboració històrica que duraria una dècada i mitja. Parlant en un panell de Comic-Con International de 1998 a San Diego, Califòrnia, Simon va explicar la reunió que es van conèixer quan Simon feia treball freelance i estava ocupat en Blue Bolt per Funnies Inc. Simon es va quedar impressionat quan va veure per primer cop el treball de Kirby. Ell li va demanar si podrien fer algun treball freelance junts i Simon va estar encantat i el va portar a la seva oficina. Van treballar junt pel segon número de Blue Bolt i va romandre un equip durant les dues dècades següents. A principis dels anys 2000, l'art original per a una col·laboració inèdita de Simon i Kirby, de cinc pàgines, titulada "Daring Disc", que va sorgir abans del Blue Bolt del duo. Simon va publicar la història en l'edició actualitzada del 2003 de la seva autobiografia, The Comic Book Makers .

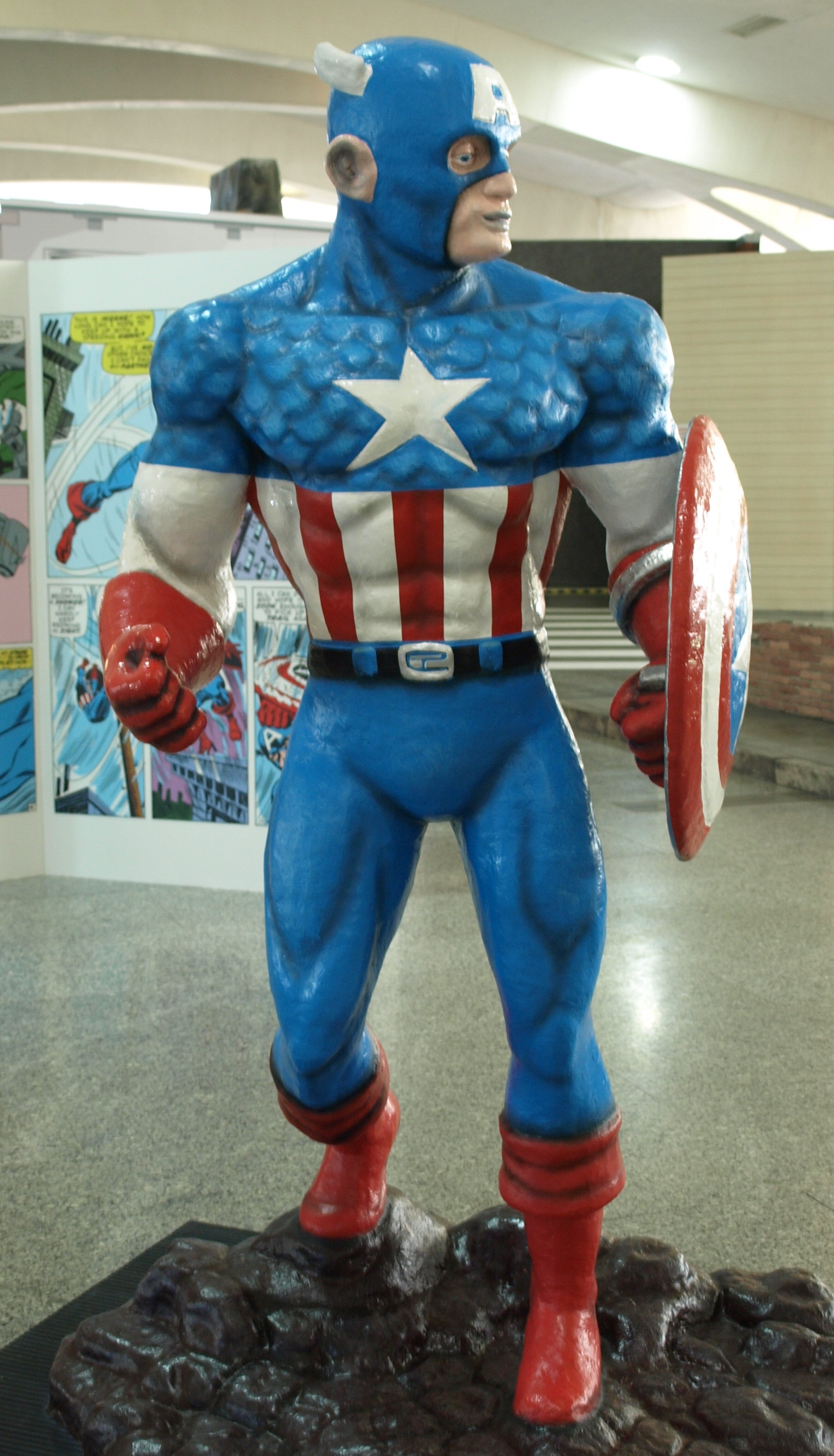
Fotografia d'una estatua representant al Capità Amèrica, creat per Simon i Kirby el 1940.

Després de deixar Fox i d'aterrar a Timely Comics de l'editor de revistes Pulp, Martin Goodman, on Simon es va convertir en el primer director de la companyia, l'equip de Simon i Kirby va crear l'heroi patriota seminal Captain America. Captain America Comics # 1 (març de 1941), que es va vendre el desembre de 1940- un any abans del bombardeig de Pearl Harbor, però que ja mostrava a l'heroi golpejant a Hitler a la mandíbula - va vendre gairebé un milió de còpies. Es van mantenir en la sèrie reeixida com a equip fins al número 10 i es van establir com una força creativa notable en la indústria. Després de publicar el primer número, Simon li va demanar a Kirby que s'unís al personal de Timely com a director artístic de la companyia.
Malgrat l'èxit del personatge del Capità Amèrica, Simon tenia la impressió que Goodman no els pagava el percentatge de beneficis promès i va buscar feina per a tots dos a National Comics, (més tard anomenat DC Comics). Simon i Kirby van negociar un acord que els pagaria una suma combinada de 500 dólars a la setmana, enfront dels 75 i 85 dólars que van guanyar respectivament a Timely. Tement que Goodman no els pagués si savia que s'anaven a passar a la National, van mantenir l'acord en secret mentre continuaven produint treballs per a la companyia. En algun moment durant aquest temps, el duo també va produir Captain Marvel (DC Comics) Adventures #1 (1941) de Fawcett Comics, el primer còmic complet protagonitzat pel Captain Marvel després de la carrera del personatge a la sèrie d'antologia de superherois Whiz Comics.
Kirby i Simon van passar les primeres setmanes a National intentant idear nous personatges mentre la companyia buscava la millor manera d'utilitzar-los. Després d'algunes assignacions fantasmes fallides, l'editor de National, Jack Liebowitz, els va dir que "símplement feu el que vulgueu". El duo va renovar Sandman a Adventure Comics i va crear el superheroi Manhunter. El juliol del 1942 van començar Boy Commandos, que va ser la primera sèrie d'un equip de la National en obtenir el seu propi títol. Va vendre més d'un milió de còpies al mes, convertint-se en el tercer títol més venut del país. També van obtenir un èxit amb la Newsboy Legion a Star-Spangled Comics. El 2010, l'escriptor i executiu de DC Comics, Paul Levitz, va assenyalar que "com Jerry Siegel i Joe Shuster, l'equip creatiu de Joe Simon i Jack Kirby era una marca de qualitat i un historial demostrat".

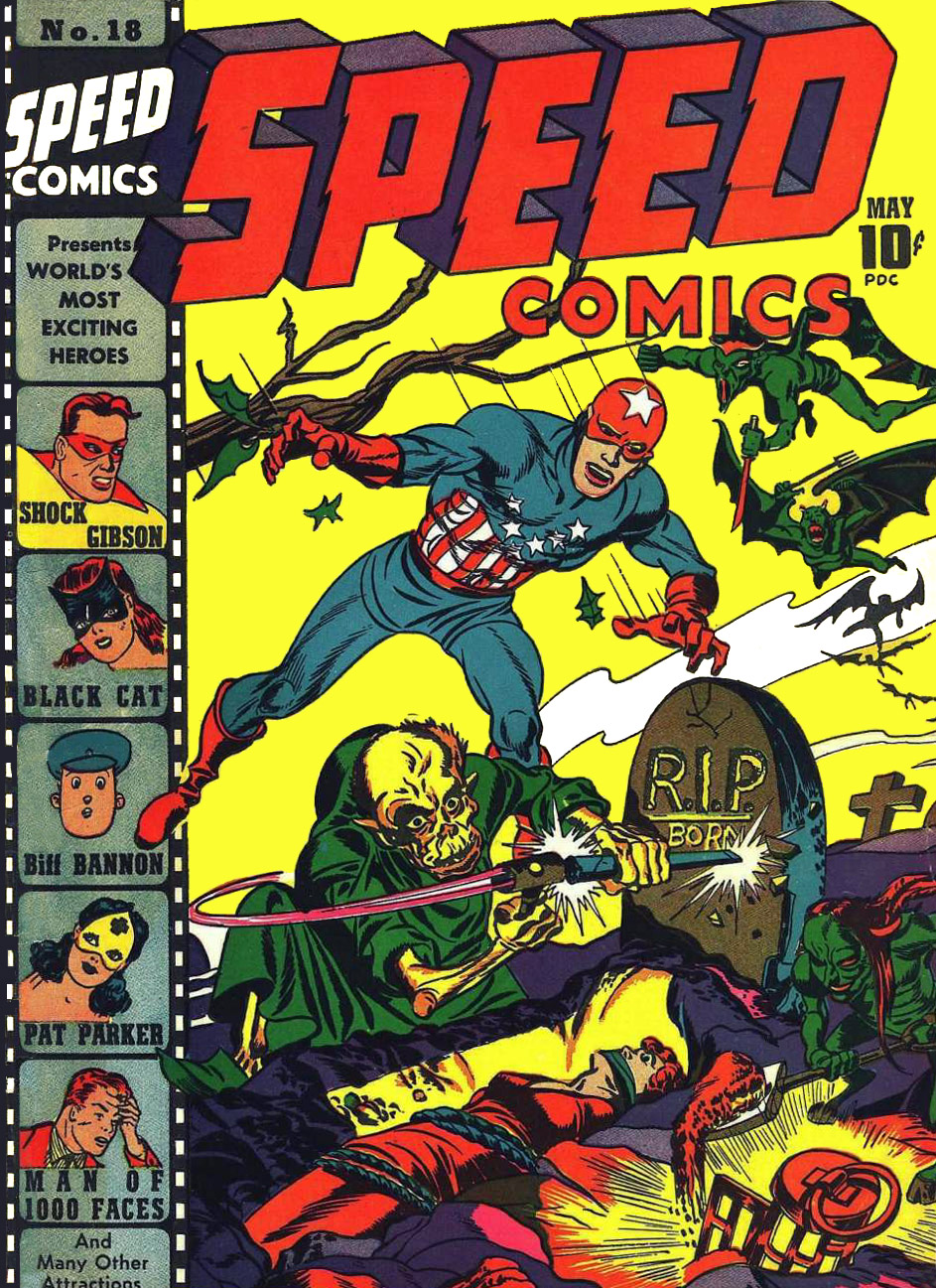
Portada de Speed Comics nº18 (1942), signada amb el pseudònim Jon Henri.

Harry Mendryk, recuperador a Titan Books en col·leccions de tapa dura de les sèries de Simon i Kirby, creu que Simon va utilitzar el pseudònim Glaven almenys en dues portades de Harvey Comics durant aquest temps: les de Speed Comics #22 i Champ Comics #22 (totes dues de setembre de 1942), encara que la base de dades de Grand Comics no ho confirma. Mendryk també creu que Kirby i Simon van utilitzar el pseudònim Jon Henri en un grapat d'altres còmics de 1942 de Harvey, igual com ho fa Who's Who in American Comic Books 1929–1999.
Simon es va allistar a la Guàrdia Costanera dels Estats Units durant la Segona Guerra Mundial. Va dir en la seva autobiografia de 1990 que va ser assignat inicialment a la Patrulla de la Platja Muntada a Long Beach Island, al costat de Barnegat, Nova Jersey durant un any abans de ser enviat a un campament prop de Baltimore, Maryland, per a una formació bàsica. Després, va informar a càrrec del Cos d'Art de combat a Washington, DC, part de la Divisió d'Informació Pública de la Guàrdia Costanera. Va estar destinat allà el 1944 quan va conèixer a la columnista esportiva del New York Post, Milt Gross, que estava a la Unitat de Relacions Públiques de la Guàrdia Costanera i els dos es van convertir en companys d'allotjament en habitatge civil. Segons la missió de la seva unitat de donar a conèixer la Guàrdia Costanera, Simon va crear un còmic de la Guàrdia Costanera de la vida real que DC va estar d'acord en publicar, seguit de versions sindicades a nivell nacional per la revista Parents a les seccions de diaris de diumenge sota el títol de True Comics. Això va fer que se li assignés la creació d'un llibre de còmics dirigit a la contractació de la Guàrdia Costanera. Amb Gross com a col·laborador en el guió, Simon va produir Adventure Is My Career, distribuïda per Street and Smith Publications per vendre a quioscos.
Tornant a la ciutat de Nova York després de ser llicenciat, Simon es va casar amb Harriet Feldman, la secretària d'Al Harvey, de Harvey Comics. Els Simons i l'ara casat Kirby i la seva dona i el seu primer fill es van traslladar a dues cases que es trobaven en diagonal una de l'altra a Brown Street, a Mineola, Nova York, a Long Island, on Simon i Kirby treballaven cadascun des d'un estudi de casa.

### Crestwood,Black Magici còmics romàntics
Com els còmics de superherois van disminuir en popularitat després del final de la Segona Guerra Mundial, Simon i Kirby van començar a produir diverses històries en molts gèneres. En col·laboració amb Crestwood Publications, van desenvolupar l'empremta Prize Group, a través de la qual van publicar Boys 'Ranch i van llançar un primerenc còmic de terror, Black Magic, el còmic de superherois Stuntman, i seguinda la moda per les pel·lícules en 3D, van crear Captain 3-D. Simon i Kirby, a més, van treballar independentment per a Hillman Periodicals (el crime fiction comic  Real Clue Crime ) i per Crestwood Publications (Justice Traps the Guilty). L'equip també va produir còmics de crims i d'humor, i se'ls atribueix també la publicació del primer títol de còmics romàntics, Young Romance, començant una tendència reeixida.
A instàncies d'un venedor de Crestwood, Kirby i Simon van llançar la seva pròpia companyia de còmics, Mainline Publications, a la fi de 1953 o principis de 1954, subarrendant l'espai de Harvey Publications del seu amic Al Harvey al 1860 a Broadway. Mainline va publicar quatre títols: El western Bullseye: Western Scout ; el còmic de guerra Foxhole, ja que EC Comics i Atlas Comics (el nou nom de Timely, futura Marvel) van tenir èxit amb els còmics de guerra, els van promoure'ls com còmics escrits i dibuixats per veterans reals; In Love, ja que el seu antic còmic Young Love, encara era àmpliament imitat; i el còmic de crims Police Trap, que pretenia basar-se en comptes genuïns per part dels agents de seguretat. Donat que Atlas Comics havia rellançat Captain America en una nova sèrie el 1954, Kirby i Simon van crear Fighting American. Simon va recordar: "Pensem que els mostraríem com fer el Capità Amèrica". Mentre que el còmic va representar inicialment al protagonista com a heroi dramàtic anticomunista, Simon i Kirby van convertir la sèrie en una sàtira de superherois amb el segon número, després de la "cacera de bruixes" i la reacció pública contra el senador dels Estats Units Joseph McCarthy.
La col·laboració va acabar el 1955 quan la indústria del còmic es va veure afectada per la autocensura, la publicitat negativa i la caiguda de les vendes. Simon "volia fer altres coses i em vaig quedar amb els còmics", va recordar Kirby el 1971. "Va estar bé. No hi havia cap raó per continuar la col·laboració i ens vam separar com amics." Simon es va passar principalment a la publicitat i l'art comercial, tornant als còmics de vegades. L'equip de Simon i Kirby es va reunir breument el 1959 amb Simon escrivint i col·laborant en art per Archie Comics, on el duo va actualitzar el superheroi the Shield al segon número de The Double Life of Private Strong (juny-agost de 1959) i Simon va crear el superheroi Fly (la Mosca); van col·laborar en els dos primers números de The Adventures of the Fly (agost.–setembre de 1959), i Simon i altres artistes, incloent Al Williamson, Jack Davis i Carl Burgos, van fer quatre números abans que Simon es passés a l'art comercial.

### Edat de plata dels còmics i posterior
Durant els anys 60, Simon va produir còmics promocionals per a l'agència de publicitat Burstein and Newman, convertint-se en director d'art de Burstein, Phillips and Newman entre 1964 i 1967. Paral·lelament, el 1960 va fundar la revista satírica Sick, una competidora de la revista Mad, i va editar i produir material per a ella durant més d'una dècada.
Durant aquest període, conegut pels fans i historiadors com l'Edat de plata dels còmics, Simon i Kirby van tornar a treballar per Harvey Comics el 1966, actualitzant Fighting American per a un sol número (octubre de 1966). Simon, com a propietari, empaquetador i editor, també va ajudar a llançar la línia de superherois original de Harvey, amb Unearthly Spectaculars #1–3 (octubre 1965 - març de 1967) i Double-Dare Adventures #1–2 (desembre de 1966 a març de 1967), aquest últim del qual va presentar l'influent escriptor i artista Jim Steranko.
El 1968, Simon va crear el número la sèrie de DC Comics de dos números Brother Power the Geek, sobre un maniquí amb una aparença de la vida que vaga filosòficament a través de la cultura hippie dels anys 60; Al Bare va proporcionar part de l'art. L' editor de Superman, Mort Weisinger va mostrar una antipatia reconeguda per a la subcultura hippie dels anys seixanta i va sentir que Simon els representava massa simpàticament, cosa que va ajudar a acabar ràpidament amb el títol Simó i l'artista Jerry Grandenetti van crear els quatre números de Prez de DC. (setembre 1973 - març de 1974), sobre el primer president adolescent d'Amèrica i els tres números de Champion Sports (novembre 1973 - març de 1974). Aquest mateix any, Simon va tornar al gènere romàntic com a editor de Young Romance and Young Love i va supervisar una sèrie de reimpressió de Black Magic.
Simon i Kirby es van unir per última vegada més endavant aquell mateix any, i Simon va escriure el primer número (hivern 1974) d'una nova encarnació de sis exemplars de Sandman. Simon i Grandenetti van crear llavors Green Team: Boy Millionaires a la sèrie d'antologia DC 1st Issue Special #2 (maig 1975), i els Outsiders (sense relació amb el grup homònim creat els anys vuitanta) a 1er Issue Special # 10 (gener de 1976).

### segle 21
A la dècada dels 2000, Simon es va dedicar al colorejat i comercialització de les seves primeres portades de còmics. Va aparèixer en diversos mitjans de comunicació el 2007 en resposta a la mort del Capità Amèrica a Captain America vol.5, nº 25 (març de 2007), afirmant: "És un temps infernal per ell per marxar. Realment el necessitem ara ".
Per a un concepte anomenat ShieldMaster, creat per Jim Simon, va proporcionar el prototip artístic. Una novel·la gràfica de ShieldMaster va ser produïda per Organic Comix el 2010 i estava prevista el seu llançament pel 2011.
Simon es troba entre els temes d'entrevista de Superheroes: A Never-Ending Battle, un documental de tres hores narrat per Liev Schreiber que es va estrenar pòstumament a PBS a l'octubre de 2013.
Els nets de Simon van assistir a l'estrena de Los Angeles a Los Angeles de Captain America: The First Avenger i van anomenar a Simon des de la catifa vermella quan el seu nom es va anunciar com a creador del personatge.

## Vida personal
Simon es va casar amb Harriet Feldman, amb la que va viure al carrer Brown a Mineola, Nova York, a Long Island. Els Simons van tenir dos fills i tres filles.
Simon va morir a la ciutat de Nova York el 14 de desembre de 2011, a l'edat de 98 anys, després d'una breu malaltia.
Marvel Comics li va dedicar l'Avenging Spider-Man nº 5 a Simon.

## Reconeixements
- Premi Inkpot, 1998.[63]
- Will Eisner Comic Book Hall of Fame, 1999.
- Inkwell Awards Joe Sinnott Hall of Fame, 2014.[64]

## Obra

### Escriptor
- 1st Issue Special 2 (DC)
- 1st Issue Special 10 (DC)
- All-Winners Comics 1-2 (Timely)
- Black Magic 1-2, 4-7, 11, 13-15, 18, 20, 23-29, 32 (Prize)
- Boy Commandos 12, 15, 23 (DC)
- Boys' Ranch 2 (Harvey)
- Brother Power, the Geek 1-2 (DC)
- Cancelled Comic Cavalcade 1-2 (DC) (fotocòpies promocionals de material no publicat)
- Captain America Comics 1-10 (Timely)
- Captain Marvel Adventures 1 (Fawcett)
- Champion Sports 1-3 (DC)
- Daring Mystery Comics 1-7 (Timely)
- Detective Comics 65-66, 69, 76, 82 (DC)
- Double Life of Private Strong 1-2 (Archie)
- Fighting American 1-3 (Prize)
- Fighting American HC (Marvel) (història "The Beef Box")
- Fly 1-4 (Archie)
- Headline Comics 23, 26-27, 31 (Prize)
- Human Torch 1 (Timely)
- Justice Traps the Guilty 6 (Prize)
- Marvel Mystery Comics 13-25 (Timely)
- Prez 1-4 (DC)
- Red Raven Comics 1 (Timely)
- Sandman 1 (DC)
- Silver Streak Comics 2-4 (Lev Gleason)
- Star Spangled Comics 7-28 (DC)
- Strange World of Your Dreams 1-3 (Prize)
- World's Finest Comics 7, 9-13, 20-21 (DC)
- Young Romance 1 (Prize)

### Artista
- All for Love 9 (Prize)
- All-Star Comics 14 (DC)
- Amazing Man Comics 10 (Centaur)
- Black Magic 1-2, 4-7, 11, 13-15, 18, 20, 23-29, 32 (Prize)
- Boy Commandos 12 (DC)
- Brother Power, the Geek 1-2 (DC)
- Daring Mystery Comics 1-5 (Timely)
- Detective Comics 64-66, 69, 76, 82 (DC)
- Double Life of Private Strong 2 (Archie)
- Fly 1-4 (Archie)
- Headline Comics 30, 40 (Prize)
- Human Torch 1 (Timely)
- Silver Streak Comics 2-4 (Lev Gleason)
- Wonderworld Comics 14 (Fox)
- World's Finest Comics 8-13, 20-21, 32 (DC)

### Entintador
- Adventure Comics 72-85, 87 (DC)
- All for Love 16-17 (Prize)
- All-Star Comics 15-17, 19 (DC)
- All-Winners Comics 1-2 (Timely)
- Black Magic 1-2, 4-7, 11, 13-15, 17-29, 31-33 (Prize)
- Boy Commandos 1-6, 12, 23-24, 29 (DC)
- Boys' Ranch 1-3 (Harvey)
- Brother Power, the Geek 1-2 (DC)
- Captain America Comics 1-10 (Timely)
- Daring Mystery Comics 1-7 (Timely)
- Detective Comics 67-68, 70-75, 77-80, 83 (DC)
- Double Life of Private Strong 1-2 (Archie)
- Fighting American 1-3 (Prize)
- Fighting American HC (Marvel) (història "The Beef Box")
- Fly 1-4 (Archie)
- Headline Comics 23-27, 29, 31, 33-34 (Prize)
- Human Torch 1 (Timely)
- Justice Traps the Guilty 1-7 (Prize)
- Marvel Mystery Comics 17-25 (Timely)
- Mystery Men Comics 10 (Fox)
- Quick Trigger Western 16 (Atlas)
- Real Fact Comics 1 (DC)
- Silver Streak Comics 2-4 (Lev Gleason)
- Star Spangled Comics 7-14 (DC)
- Strange World of Your Dreams 1-3 (Prize)
- World's Finest Comics 6-7, 20-21 (DC)
- Young Brides (Prize)
- Young Love 2-3, 13, 16-17, 37, 39, 46, 73 (Prize)
- Young Romance 1, 43 (Prize)